# 퀸 나이자
퀸 나이자(Queen Naija, 1995년 10월 17일 ~ )는 미국의 싱어송라이터, 유튜버이다.

## 음반 목록

### 정규 음반
- missunderstood (2020)

### EP
- Queen Naija (2018)